# Cumacanga
Cumacanga ou curacanga é uma personagem do folclore brasileiro, caracterizada por ser uma cabeça de fogo que fica a vagar pela noite. A etimologia do nome é incerta, mas claramente apresenta o elemento akanga, que significa cabeça em língua tupi.
A Cumacanga é sempre uma mulher que perde a cabeça. As mulheres que podem se tornar cumacangas são sempre a concubina de um padre ou a sétima filha de um casal. O corpo fica em casa e a cabeça, sai, sozinha, durante a noite de sexta-feira, e voa pelos ares como um globo de fogo
Conforme Basílio de Magalhães, "quando qualquer mulher tem sete filhas, a última vira Curacanga, isto é, a cabeça lhe sai do corpo, à noite, e em forma de bola de fogo, gira à toa pelos campos, apavorando quem a encontrar nessa estranhar vagabundeação. Há, porém, meio infalível de evitar-se esse hórrido fadário: é a mãe tomar a filha mais velha para madrinha da ultimogênita". 
A Cumacanga é do Pará e a Curacanga, idêntica, é do Maranhão. A cabeça luminosa é um elemento comum aos mitos do fogo, punição, encanto, indicação de ouro ou contos etiológicos. Os indígenas caxinauás e panos do território do Acre explicam a origem da Lua como uma cabeça que subiu aos céus (Capistrano de Abreu, Rã-Txã-Hu-Ni-Ku-Í, Rio de Janeiro, 1941).